# Анамнии
Анамнии или низшие позвоночные (лат. Anamnia) — парафилетическая группа, включающая позвоночных животных, не имеющих зародышевых оболочек: круглоротых, хрящевых рыб, кистеперых рыб, земноводных. В отличие от амниот, у анамний в процессе эмбрионального развития не возникает внезародышевого органа амниона и аллантоиса. Анамнии тесно связаны с водной средой, в которой они проводят либо всю жизнь, либо начальные стадии (яйцевые и личиночные).

## Размножение
Оплодотворение у большинства анамний наружное, у хрящевых рыб и части земноводных появляется внутреннее оплодотворение. Яйца окружены студенистой оболочкой, которая обеспечивает сохранение формы яйца в воде. Яйцеклетки умеренно телолецетальные, вода с растворенным в ней кислородом и ионами поступает из внешней среды через проницаемые яйцевые оболочки. Яйцеклетка в процессе развития проходит голобластическое (полное) дробление, происходящее во всех клетках зиготы. Оно выражается в равномерном делении зародыша, без разделения клеток на большие (макромеры) и мелкие (микромеры). Сформировавшись, личинка ведёт водный образ жизни. Дыхание у личинок главным образом жаберное и частично диффузное, осуществляемое через слизистые покровы, например, у всех личинок земноводных (головастика). Земноводные для формирования взрослой особи проходят метаморфоз. В ходе которого образуются конечности для наземного перемещения, перестраиваются анализирующие системы (зрительная, обонятельная, проприоцепторная, слуховая) и происходит переход к лёгочному дыханию. У некоторых земноводных возникли эволюционные приспособления для развития яиц вне водной среды. У так называемых хватающих лягушек, обитающих на юге Африки, в процессе эволюции сложился способ, позволяющий уберечь икру от хищников, одновременно поддерживая ее во влажном состоянии. В сезон дождей, когда наступает нерест, самка затаскивает более мелкого самца на ветку, свисающую над временным водоемом. Там к брачной паре могут присоединиться еще несколько самцов, и все вместе они начинают строить гнездо из выделяемой самкой слизи, состоящей из мукополисахаридов.